# Anna Freud
Anna Freud CBE (n. 3 decembrie 1895, Viena, Austro-Ungaria – d. 9 octombrie 1982, Londra, Regatul Unit) a fost un psihanalist britanic de origine austro-evreiască. A fost al șaselea și cel mai mic copil al lui Sigmund Freud și Martha Bernays. Ea a contribuit la domeniul psihanalizei și, alături de Hermine Hug-Hellmuth și Melanie Klein, poate fi considerată fondatoarea psihologiei psihanalitice a copilului.
Studiile ei au subliniat importanța ego-ului și a „liniilor sale de dezvoltare” normale, precum și importanța muncii colaborative în contexte analitice și observaționale. (p.49-57)
În 1938 odată cu instalarea regimului nazist în Austria, familia Freud părăsește Viena, iar ea reia practica psihanalitică și munca de pionierat în psihanaliza copiilor la Londra, înființând Cursul și Clinica de Terapie a Copilului Hampstead în 1952 (acum Anna Freud- Centrul Național pentru Copii și Familii) ca centru de terapie, formare și cercetare.

## Viata si cariera
Anna Freud s-a născut la Viena, Austro-Ungaria, la 3 decembrie 1895 ca fiica cea mai mică a lui Sigmund Freud și Martha Bernays. Deși a crescut în „condiții burgheze” Anna Freud pare să fi avut o copilărie relativ nefericită, în care „nu a avut o relație strânsă cu mama ei fiind îngrijită de hrănită de bona catolică Josephine”. (p.78-80). Exista o rivalitate cu sora ei mai mare, Sophie; „Cele două tinere Freud au dezvoltat o relație concurențială, iar tatăl lor a vorbit odată despre „vechea gelozie a ei pentru Sophie”. „Anna era o tânără neliniștită, potrivit lui Young-Bruehl., comunicările Annei implică o tulburare cognitivă persistentă, cauzată de emoții, și poate o tulburare ușoară de alimentație.A fost trimisă în mod repetat la fermele de sănătate pentru „odihnă completă, plimbări salutare și câteva kilograme în plus pentru a-și umple prea mult- formă zveltă”.
Anna și tatăl ei au avut o relație specială. Era un copil plin de viață, obraznic; Freud i-a scris prietenului său Wilhelm Fliess în 1899: „Anna a devenit de-a dreptul frumoasă prin obrăznicie”. În adolescență, și-a manifestat interesul pentru munca tatălui ei și i s-a permis să participe la reuniunile Societății Psihanalitice din Viena nou înființate, pe care Freud le-a convocat acasă. 
A urmat cursurile Cottage Lyceum, o școală secundară pentru fete din Viena. Prezența constantă a vizitatorilor străini în casa Freud a inspirat-o pe Anna să-și imite tatăl devenind poliglotă, stăpânind engleza și franceza și noțiuni de limba italiană. După ce a părăsit liceul în 1912, și-a luat o vacanță prelungită în Italia. Acesta a fost o perioadă de îndoială, anxietate și incertitudine cu privire la viitorul ei pe care a împărtășit-o în corespondența cu tatăl ei, ale cărui scrieri începuse să le citească. Ca răspuns, în primăvara anului 1913, i s-a alăturat într-un turneu prin Verona, Veneția și Trieste. 

#### Profesor
În 1914, ea a promovat examenul titularizare și a început să lucreze ca profesor începător la vechea ei școală, Liceul Cottage. Din 1915 până în 1917, ea a predat claselor pentru clasele a treia, a patra și a cincea. Pentru anul școlar 1917-1918, ea a început „prima ei aventură ca Klassenlehrerin (diriginte) pentru clasa a doua”. Pentru performanța ei din anii de școală 1915–1918, a fost foarte lăudată de superiorul ei, Salka Goldman, fiind invitată să rămână profesor cu un contract obișnuit de patru ani, începând din toamna anului 1918.
În 1918 s-a îmbolnăvit de tuberculoză și a suferit mai multe episoade de boală, astfel că a demisionat din postul de profesor în 1920.

#### Psihanaliză
Cu încurajarea și asistența tatălui ei, ea și-a continuat studiul literaturii psihanalitice și, în vara anului 1915, a făcut prima traducere pentru Societatea Psihanalitică din Viena, traducând lucrări de James Jackson Putnam (în germană) și Hermine Hug-Hellmuth (în engleză). În 1916 și 1917, ea a participat la cursurile de psihanaliza susținute de tatăl ei la Universitatea din Viena.
Legătura filială s-a consolidat în timp, din 1918 până în 1921 în perioada de studiu și apoi din 1924 până în 1929, după ce Freud a fost diagnosticat cu cancer la maxilar în 1923. Boala a necesitat numeroase operații și asistența medicală pe termen lung, iar Anna a oferit această asistență medicală. În această perioadă, ea a fost și ca secretar și purtător de cuvânt, în special la congresele bianuale ale Asociației Internaționale de Psihanalitică, la care Freud nu a mai putut participa după 1922.

#### Lou Andreas-Salome
La începutul practicii ei psihanalitice, Anna și-a găsit un prieten și un mentor în persoana prietenei și colegei tatălui ei, Lou Andreas-Salome. Ca urmare a relației, Anna a câștigat încredere în ea atât ca teoretician, cât și ca practician. (p.92)

#### Primele lucrări

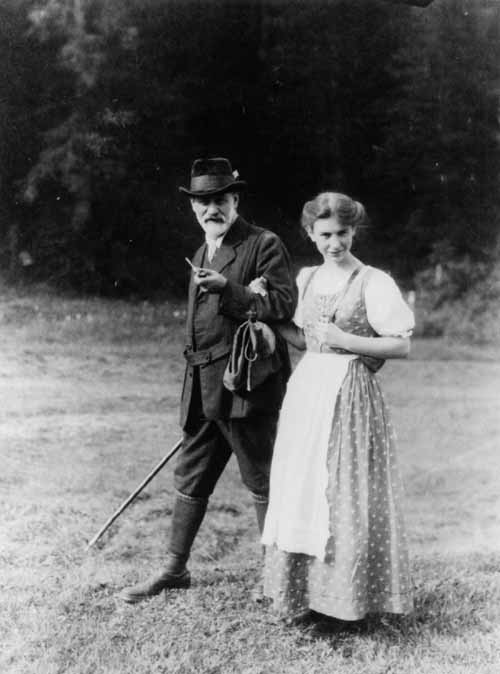
Anna Freud cu tatăl ei, Sigmund Freud, în 1913

În 1922, Anna Freud a prezentat lucrarea „Beating Fantasies and Day Dreams” (Fantezii și vise de zi) Societății Psihanalitice din Viena și a devenit membră a societății. Potrivit lui Ruth Menahem, cazul prezentat în lucrare, cel al unei fete de 15 ani, este de fapt al ei, întrucât la acea vreme nu avea pacienți. În anul 1923 începe practica psihanalitică cu copiii, iar în 1925 predă la Institutul de Formare Psihanalitică din Viena tehnica analizei copiilor în forma pe care a expus-o în prima sa carte, An Introduction to the Technique of Child Analysis, publicată în 1927.
Primii copii cu care Anna Freud a lucrat au fost cei ai lui Dorothy Burlingham. În 1925, Burlingham⁠(d), moștenitoarea imperiului Tiffany, a sosit la Viena din New York cu cei patru copii ai săi pe care i-a dus la terapie psihanalitică mai întâi la Theodore Reik și apoi la Sigmund Freud. Între Anna și Dorothy au început „relații intime care semănau foarte mult cu cele ale lesbienelor”, deși Anna „a negat categoric existența unei relații sexuale”. După ce familia Burlingham s-a mutat în același bloc cu familia Freud în 1929, Anna a devenit, de fapt, părintele vitreg al copiilor.  În 1930, Anna și Dorothy au cumpărat împreună o cabană.
În 1927, Anna Freud și Burlingham au înființat o nouă școală în colaborare cu o prietenă de familie, Eva Rosenfeld, care conducea o casă de plasament în cartierul Hietzing din Viena. Rosenfeld a asigurat spațiul din terenul casei sale, iar Burlingham a finanțat construcția și echiparea sediului. Obiectivul a fost de a oferi educație și supraveghere psihologică și Anna a contribuit la predare. Școala s-a închis în 1932. (p.411–412)
În 1937, Freud și Burlingham s-au angajat într-un nou proiect, înființarea unei creșe pentru copiii sub doi ani. Scopul a fost de a satisface nevoile sociale ale copiilor din familii sărace și de a îmbunătăți cercetarea psihanalitică în dezvoltarea timpurie a copilăriei. Finanțarea a fost oferită de Edith Jackson, un analist american bogat, care fusese instruit în analiza copiilor de către Anna la Institutul din Viena. Deși proiectul a avut o viață scurtă, completarea sistematică a fișelor, păstrarea evidențelor și raportarea au oferit material important pentru viitoarea lucrare a Annei despre copiii de grădiniță. (399–400).
Din 1925 până în 1934, Anna a fost secretarul Asociației Internaționale de Psihanalitică. În același timp și-a continuat practica de analiză a copiilor și a susținut seminare și conferințe pe această temă. În 1935, a devenit director al Institutului de Formare Psihanalitică din Viena, iar în anul următor a publicat studiul despre „căile și mijloacele prin care ego-ul alungă depresia, neplăcerea și anxietatea”. Egoul și mecanismele de apărare a devenit o lucrare de referință a psihologiei ego-ului și a stabilit reputația lui Freud ca pionier în domeniul psihanalizei pentru copii.

### Anii de la Londra
În 1938, în urma Anschluss-ului când Germania nazistă a ocupat Austria, Anna a fost dusă la sediul Gestapo din Viena pentru interogatoriu cu privire la activitățile Asociației Internaționale Psihanalitice. A supraviețuit interogatoriului și s-a întors la casa familiei. Au obținut permisele de imigrare în Anglia și s-au stabilit noua casă în Londra la 20 Maresfield Gardens, Hampstead.

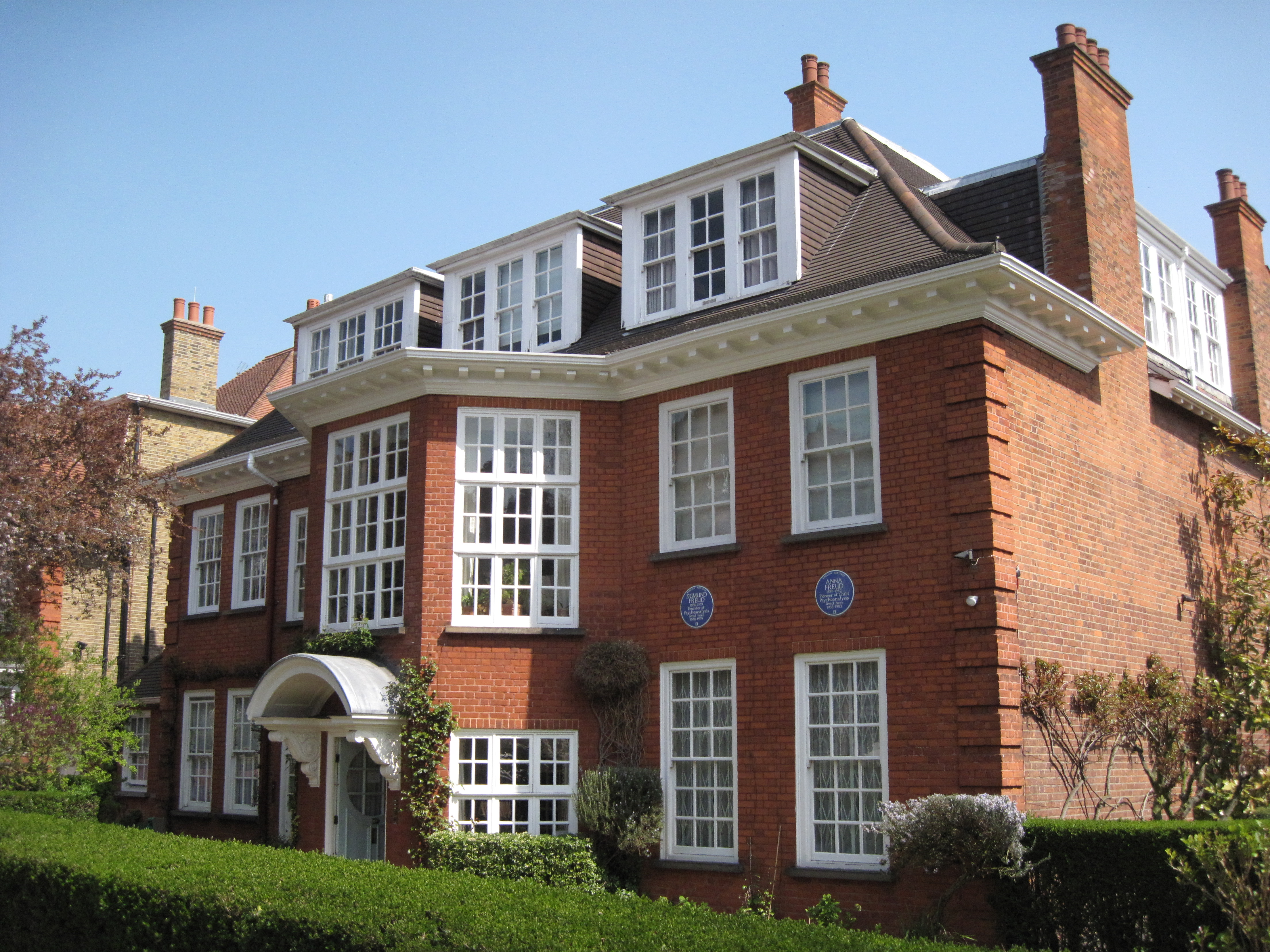
Casa lui Anna Freud din Londra, acum dedicată vieții și operei tatălui ei ca Muzeul Freud

În 1941, Freud și Burlingham înființeză Creșa de război Hampstead pentru copiii cu traume de război. Au fost achiziționate și alte spații pentru a oferi educație și îngrijire rezidențială pentru mamele încurajate să viziteze copiii. Mult personal a fost recrutat din diaspora austro-germană în exil. Personalul era pregătit prin prelegerile și seminariile despre teoria și practica psihanalitică. Freud și Burlingham au publicat pe baza acțivității din Creșă o serie de studii observaționale asupra dezvoltării copilului. Casa Bulldog Banks, administrată pe linii similare Creșei, a fost înființată după război pentru un grup de copii care supraviețuiseră lagărelor de concentrare. Bazându-se și dezvoltând munca lor cu copiii în timpul războiului, Freud și Burlingham au înființat în 1952 Clinica de Terapie pentru Copii Hampstead ca centru de terapie, formare și cercetare (acum Centrul Național Anna Freud pentru Copii și Familii).
Din 1950 până la sfârșitul vieții, Anna Freud a călătorit periodic în Statele Unite pentru a susține conferințe, a preda, și vizita prietenii. În anii 1970 a fost preocupată de problemele copiilor defavorizați emoțional și dezavantajați social și a studiat abaterile și întârzierile în dezvoltare. La Yale Law School, ea a susținut seminare despre criminalitate și familie: acest lucru a dus la o colaborare transatlantică cu Joseph Goldstein și Albert J. Solnit pe tema nevoilor copiilor în relație cu dreptul, publicată în trei volume sub numele de Beyond the Best Interests of the Child (1973), Înainte de interesul superior al copilului (1979) și În interesul superior al copilului (1986). Freud și-a folosit vizitele pentru a strânge fonduri pentru activitatea de extindere a Clinicii Hampstead și a reușit să obțină finanțare de la Institutul Național de Sănătate Mintală. Clinica a fost, de asemenea, beneficiară a unei părți de moștenire de la Marilyn Monroe. Aceasta prevăzuse ca o parte din bani să fie alocați pentru a sprijini activitatea de cercetare psihologică clinică într-o organizație caritabilă.
Anii 1970 au fost o perioadă de doliu pentru Anna Freud. Fratele ei Ernst⁠(d) a murit în aprilie 1970, în timp ce ea se afla în America. În lunile următoare, ea și-a pierdut doi dintre verii săi americani, Henry Freud și Rosie Waldinger și pe colegii Heinz Hartmann și Max Schur. În același an au decedat fiul și fiica mai mare ai partenerei ei Dorothy Burlinghan. (p.391)
Anna Freud a primit cetățenia britanică la data de 22 iulie 1946. În anul 1959 a fost aleasă ca membru de onoare străin al Academiei Americane de Arte și Științe și în anul 1973 a fost numită președinte de onoare al Asociației Internaționale de Psihanalitică. În anul 1967 a primit premiul CBE (Ordinul Imperiului Britanic)
Anna Freud a murit la Londra la 9 octombrie 1982. Ea a fost incinerată la Crematoriul Golders Green iar cenușa a fost pusă în „Colțul Freud” lângă vechea urnă funerară grecească a părinților ei. Acolo se odihnesc și partenera ei de viață Dorothy Burlingham și alți membri ai familiei Freud. În 1986, casa ei din Londra a fost transformată, conform dorințelor ei, în Muzeul Freud, dedicat memoriei tatălui ei.

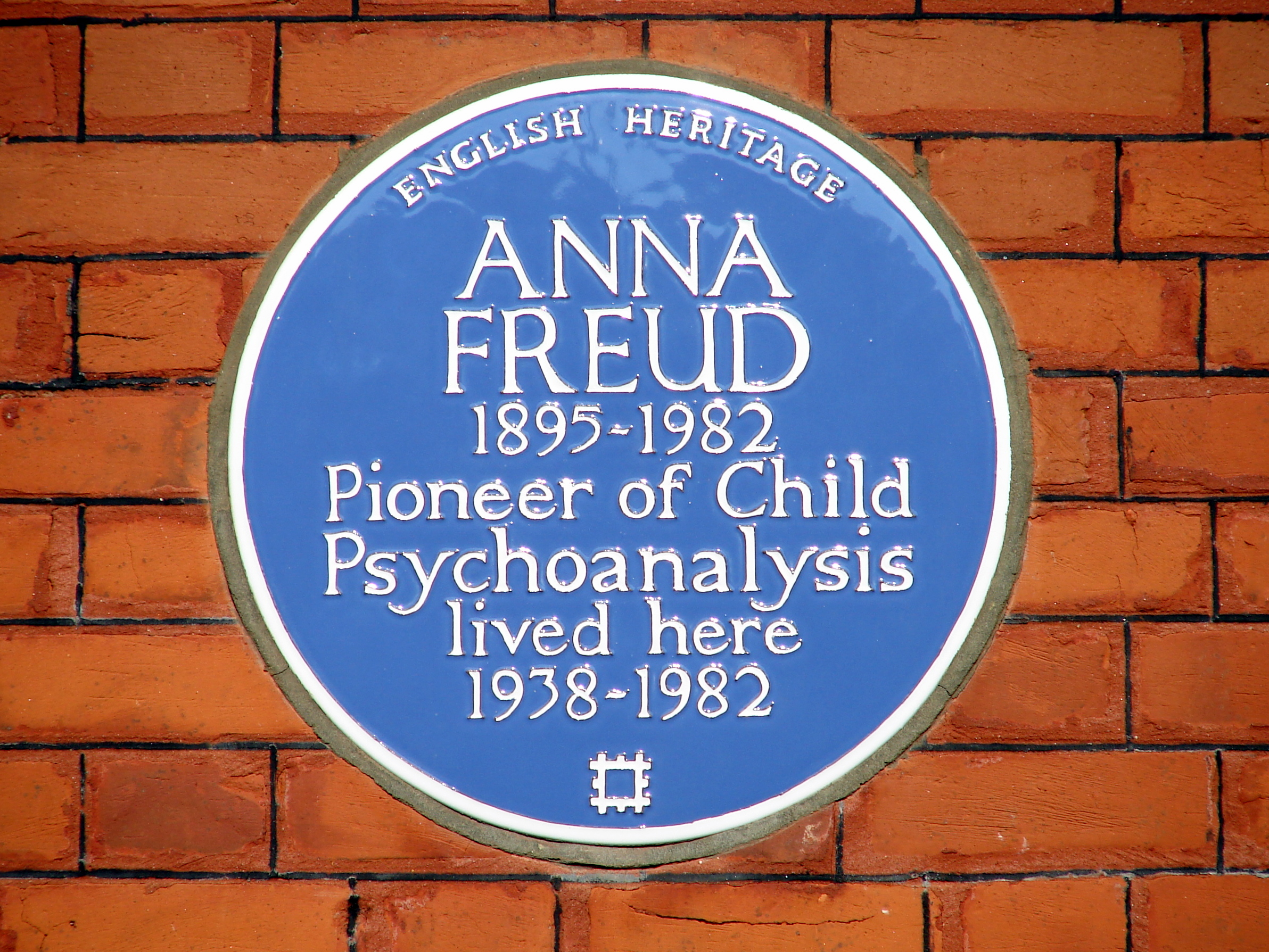
Placă albastră pentru Freud la 20 Maresfield Gardens

În 2002, pe casa ei din Maresfield Garden 20 între anii 1938 și 1982 a fost montată o placă albastră de către English Heritage.

### Sexualitate
În contextul prieteniilor ei intime cu Lou Andreas-Salome și cu Dorothy Burlingham cu care a format un parteneriat de-a lungul vieții, au fost ridicate întrebări în legătură cu sexualitatea Annei Freud, în ciuda absenței oricăror dovezi. Élisabeth Roudinesco, istoric al psihanalizei, susține că reprimarea sexualității ei a influențat-o în patologizarea homosexualității în activitatea ei clinică, precum și în susținerea politicii Asociației Internaționale de Psihanalitică, care a exclus homosexualii din formarea ca psihanaliștii.

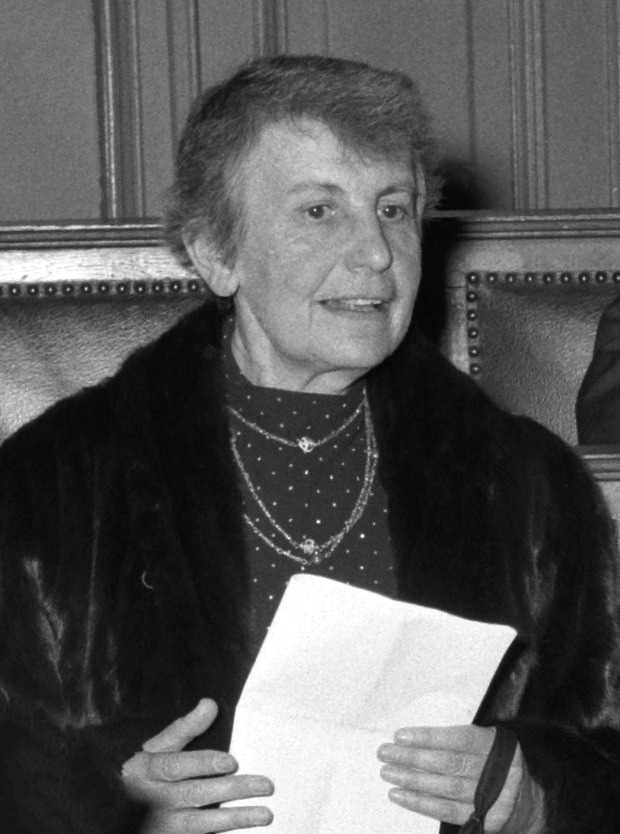
Freud în 1956

Prin activitatea ei de cercetare, observare și prin tratamentul copiilor, Anna Freud a înființat un grup de analiști axați pe studiul dezvoltării copiilor (care i-au inclus pe Erik Erikson, Elisabeth Geleerd, Edith Jacobson și Margaret Mahler). Studiile au arătat că simptomele copiilor erau analoge cu tulburările de personalitate în rândul adulților și prin aceasta legate de stadiile de dezvoltare. Lucrarea Normalitate și patologie în copilărie (1965) a rezumat „utilizarea liniilor de dezvoltare care descriu creșterea normală teoretică „de la dependență emoțională la încrederea în sine”. Prin aceste idei revoluționare, Anna a oferit o teorie cuprinzătoare a dezvoltării copilului și conceptul liniilor de dezvoltare, care combina modelul impus al tatălui ei cu teorii mai recente ale relațiilor obiectuale, subliniind importanța părinților în procesele de dezvoltare a copilului.

## Lucrări de specialitate
- Freud, Anna (1966–1980). Scrierile Annei Freud: 8 volume. New York: Universitatea Indiana din Pennsylvania (Aceste volume includ majoritatea lucrărilor lui Freud.)
  - Vol. 1.Introduction to Psychoanalysis: Lectures for Child Analysts and Teachers Introducere în psihanaliza (Prelegeri pentru analiști și profesori de copii) (1922–1935)
  - Vol. 2.Ego and the Mechanisms of Defense (Eul și mecanismele de apărare) (1936); (Ediție revizuită: 1966 (SUA), 1968 (Marea Britanie))
  - Vol. 3.Infants Without Families Reports on the Hampstead Nurseries (Bebeluși fără familii rapoarte din creșele Hampstead)
  - Vol. 4. Indications for Child Analysis and Other Papers (Indicații pentru analiza copiilor și alte lucrări) (1945–1956)
  - Vol. 5. Research at the Hampstead Child-Therapy Clinic and Other Papers( Cercetări la Clinica de terapie pentru copii din Hampstead și alte lucrări) (1956–1965)
  - Vol. 6. Normality and Pathology in Childhood: Assessments of Development (Normalitate și patologie în copilărie: evaluări ale dezvoltării) (1965)
  - Vol. 7Problems of Psychoanalytic Training, Diagnosis, and the Technique of Therapy (Probleme ale pregătirii psihanalitice, diagnosticului și tehnicii terapiei) (1966–1970)
  - Vol. 8. Psychoanalytic Psychology of Normal Development (Psihologia psihanalitică a dezvoltării normale)
- Freud în colaborare cu Sophie Dann: „An Experiment in Group Upbringing”, în: The Psychoanalytic Study of the Child, VI, 1951.[43]